# 郁知非
郁知非（1952年9月—），浙江宁波人，出生于上海市黄浦区，中国上海企业家。

## 简历
17岁时作为知青前往黑龙江省劳动。1978年回到上海，后于1983年创办区属集体企业三灵电器厂，是为申花集团前身。1993年6月15日成立申花集团，1994年12月10日，成立中国第一个职业足球俱乐部——上海申花足球俱乐部，任董事长，并任用徐根宝为主教练。约一年后，任用陈良宇之子大学毕业未久的陈维力为申花足球俱乐部副总经理。
2001年12月17日离开申花，其接任者即为同样卷入上海社保案的上海电气董事长王成明。2002年2月，出任国有企业上海国际赛车场有限公司副总经理，后又任总经理，被称为中国的F1教父。

## 上海社保案
2006年10月，因涉嫌2006年上海社保基金腐败案而被中纪委要求协助调查。2007年5月中纪委在调查上海市社保资金案过程中，对上海国际赛车场有限公司原副总经理、上海国际赛车场经营发展有限公司原总经理、上海申花足球俱乐部原董事长郁知非涉嫌严重违纪的问题进行了调查。经上海市委、市政府和有关部门批准，上海市纪委、市监察委决定对郁知非给予开除党籍、开除公职处分。上海国际赛车场有限公司原副总经理、上海国际赛车场经营发展有限公司原总经理郁知非，在担任上海申花足球俱乐部董事长兼总经理和上海申花国际贸易公司董事长期间，利用职务上的便利，非法侵占俱乐部、公司资金，用于支付个人购房款等。郁知非的行为涉嫌犯罪，已移送司法机关依法处理。
郁知非案由最高人民法院指定芜湖市中级人民法院审理，基本定于2007年8月16日下午开庭，郁知非被诉的罪名为职务侵占罪。
2008年1月3日上午，芜湖市中级人民法院对郁知非职务侵占案做出了一审判决，判处郁知非有期徒刑四年。
2010年2月8日，郁知非刑满释放。